# Seelze
Seelze (pronunciación en alemán: /ˈzeːlt͡sə/ⓘ) es una ciudad alemana ubicada en la Región de Hannover, dentro del estado de Baja Sajonia.